# 埃克斯山
47°09′08″N 9°40′52″E / 47.152184°N 9.681080°E

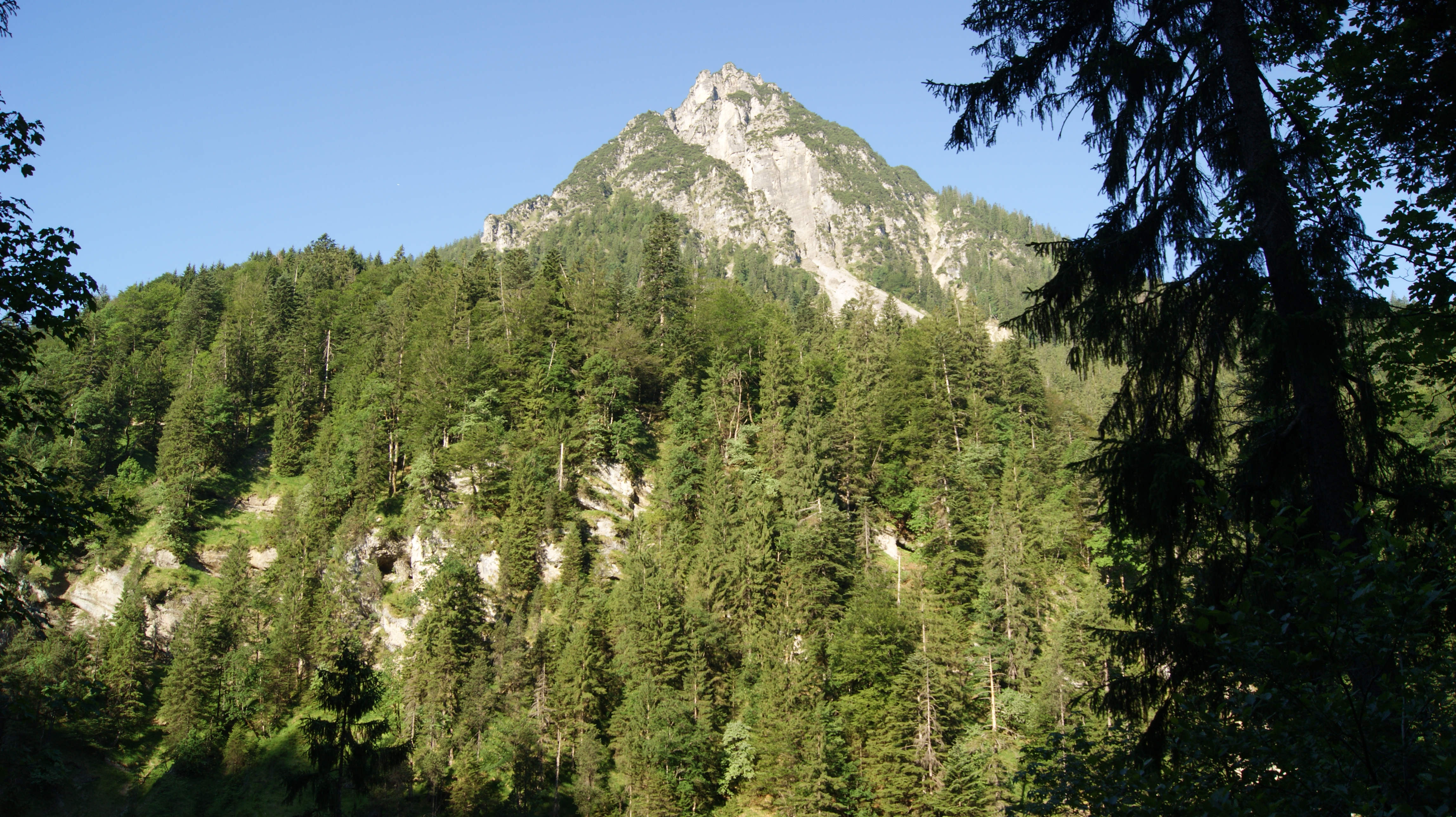

埃克斯山（德語：Eckskopf），是奧地利的山峰，位於該國西部，由福拉爾貝格州負責管轄，屬於雷蒂孔山的一部分，海拔高度1,563米，每年平均降雨量1,852毫米。